# Frederikke Lærke
Frederikke Lærke Seeliger (* 7. Januar 1995 in Roskilde, geborene Frederikke Buhl Lærke) ist eine dänische Handballspielerin.

## Karriere
Lærke spielte anfangs in ihrer Geburtsstadt bei Roskilde Håndbold und wechselte daraufhin zum deutschen Verein VfL Bad Schwartau. Nachdem die Rückraumspielerin mit der A-Jugend vom VfL Bad Schwartau in der Saison 2013/14 an der ersten Runde der A-Juniorinnen Bundesliga teilgenommen hatte, wechselte sie zum Drittligisten TSV Travemünde. Am 3. Oktober 2013 lief sie erstmals für Travemünde auf. Mit Travemünde stieg sie 2014 in die 2. Bundesliga auf. Im Sommer 2015 kehrte Lærke zu Roskilde Håndbold zurück, mit dem sie in der zweithöchsten dänischen Liga antrat. Lærke wechselte im Sommer 2021 zum deutschen Oberligisten SG Todesfelde/Leezen. Im Jahr 2022 gewann sie mit der SG Todesfelde/Leezen die Oberligameisterschaft und stieg in die 3. Liga auf. Anschließend kehrte Lærke zu Roskilde Håndbold zurück, für deren 2. Mannschaft sie aufläuft.
Lærke wurde im Jahre 2014 mit der dänischen U19-Beachhandballnationalmannschaft Vizeeuropameisterin. Sie bestritt am 24. Juli 2018 ihr Debüt für die dänische Beachhandballnationalmannschaft. Bislang absolvierte Lærke 27 Länderspiele, in denen sie 229 Punkte erzielte. Mit Dänemark gewann Lærke die Goldmedaille bei der Beachhandball Euro 2019. Bei den World Beach Games 2019 in Doha gewann sie ebenfalls die Goldmedaille.